# Enshagme
Enshag o Enshagme, en la mitología mesopotámica fue la primera de las ocho divinidades creadas por Ninhursag, para sanar a Enki. Enki por comer plantas que habían crecido de su propio semen, enferma gravemente (véase Mito de Enki y Ninhursag). Ninhursag crea ocho divinidades, para sanar cada uno de sus males . Enshag fue creado para curar el dolor de cabeza de Enki, y luego fue proclamado "Rey de los pastos".